# Majsk (Ałtaj)
Majsk (ros. Майск) – wieś w Rosji, w Republice Ałtaju, w rejonie turoczackim. W 2021 liczyła 80 mieszkańców.